# Akcelerator zderzeniowy

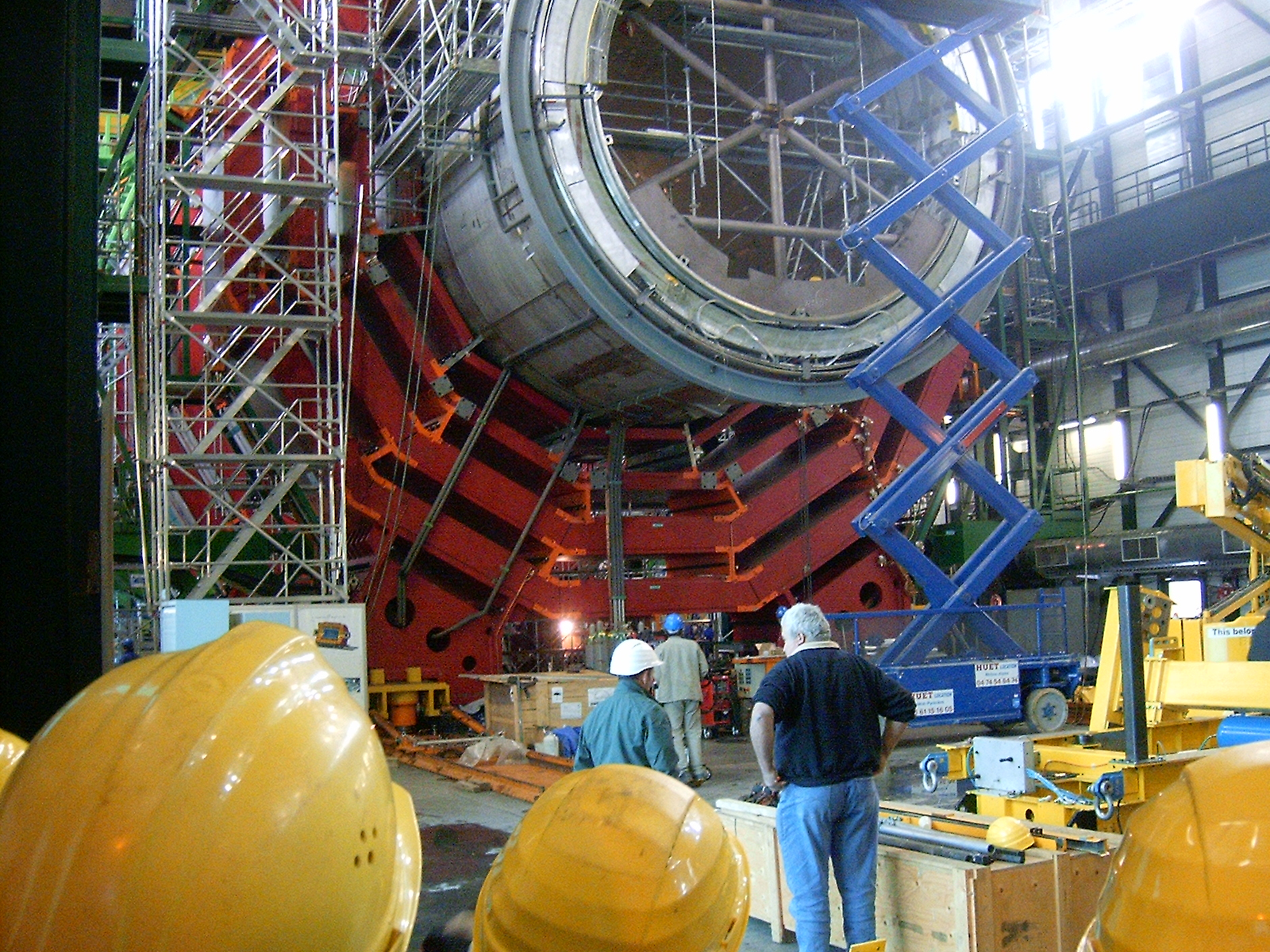
Wielki Zderzacz Hadronów w CERN

Akcelerator zderzeniowy - urządzenie rozpędzające cząstki elementarne w przeciwnych kierunkach w dwóch tunelach, by zderzyły się i zużyły prawie całą porcję energii kinetycznej na wytworzenie nowych cząstek. Do najważniejszych działających należy Wielki Zderzacz Hadronów w CERN.
Pierwszym zderzaczem materii i antymaterii była włoska AdA, zbudowana w 1961.